# باشگاه فوتسال پرسپولیس
باشگاه فوتسال پرسپولیس یک باشگاه فوتسال ایرانی در شهر تهران بود. این باشگاه در سال ۱۳۹۱ توسط محمد رویانیان منحل شد. تیم زنان این باشگاه سابقه قهرمانی (لیگ ۱۳۹۰) و سومی (لیگ ۱۳۸۷ و لیگ ۱۳۹۲) لیگ فوتسال زنان ایران را دارد.